# Kawachinagano (Osaka)
Kawachinagano (河内長野市 Kawachinagano-shi?) es una ciudad localizada en la prefectura de Osaka, Japón. En julio de 2019 tenía una población estimada de 102.353 habitantes y una densidad de población de 934 personas por km². Su área total es de 109,63 km².

## Geografía

### Localidades circundantes
- Prefectura de Osaka
  - Sakai
  - Izumi
  - Ōsakasayama
  - Tondabayashi
  - Chihayaakasaka
- Prefectura de Nara
  - Gojō
- Prefectura de Wakayama
  - Hashimoto
  - Katsuragi

## Demografía
Según datos del censo japonés, la población de Kawachinagano ha disminuido en los últimos años.
| Año del censo | Población |
| ------------- | --------- |
| 1995          | 117.082   |
| 2000          | 121.008   |
| 2005          | 117.239   |
| 2010          | 112.490   |
| 2015          | 106.987   |